# Paulina Guzowska
Paulina Guzowska (ur. 17 czerwca 2000) – polska lekkoatletka specjalizująca się w biegach sprinterskich, olimpijka z Tokio 2020 (rezerwowa w sztafecie 4 x 100 metrów, w zawodach nie wystąpiła), zawodniczka klubu AZS-AWF Katowice.

## Osiągnięcia medalowe
- Mistrzostwa Polski seniorów w lekkoatletyce

- Włocławek 2020 – złoty medal w sztafecie 4 × 100 m
- Poznań 2021 – srebrny medal w biegu na 200 m oraz brązowy medal w biegu na 100 m

- Halowe mistrzostwa Polski seniorów w lekkoatletyce

- Toruń 2020 – złoty medal w sztafecie 4 × 200 metrów
- Toruń 2021 – złoty medal w biegu na 200 m

- Młodzieżowe mistrzostwa Polski w lekkoatletyce

- Biała Podlaska 2020 – złoty medal w sztafecie 4 × 100 m oraz srebrny medal w biegu na 100 m

## Rekordy życiowe
- stadion

- bieg na 100 metrów – 11,36 – Poznań 24.06.2021
- bieg na 200 metrów – 23,41 – Poznań 26.06.2021

- hala

- bieg na 60 metrów – 7,33 – Toruń 19.01.2025
- bieg na 200 metrów – 23,76 – Toruń 21.02.2021